# T-34-85
De T-34-85 was Russische middelzware tank, die als opvolger diende van de T-34.

## Beschrijving
De T-34-85 was een middelzware tank die bewapend was met een 85mm-kanon en was bedoeld als antwoord op Tiger I. De standaard T-34-76 had gewoonweg niet genoeg kracht om de nieuwste Duitse zware tank uit te schakelen. Morozov ontwierp in eerste instantie de T-43, met meer bepantsering en een met de T-34 vergelijkbaar ontwerp. Helaas zou het productieproces behoorlijk moeten veranderen, waardoor er tijdelijk minder tanks geproduceerd zouden kunnen worden. Het ontwerp werd geweigerd. Als alternatief werd de bepantsering van de T-34 verdikt en werd er een zwaarder kanon (oorspronkelijk een luchtafweerkanon) geïnstalleerd.
De SU-85 tankjager had een vergelijkbaar kanon (in een kazematgeschutskoepel) en was gebaseerd op de T-34. Andere tankjagers gebaseerd op de T-34 zijn SU-100 en SU-122. Ook de T-34-85 is verder ontwikkeld naar het prototype T-34-100 (waarvan de naam al laat weten dat er een 100mm-kanon was gemonteerd). Uiteindelijk zou dit resulteren in de T-44.

### Bepantsering
- Voorkant
  - bovenzijde: 45 mm op 60 graden
  - onderzijde: 45 mm op 60 graden
- Zijkant
  - Bovenste schuine gedeelte: 45 mm op 40 graden
  - Onder het schuine gedeelte: 45 mm vlak
- Achterkant
  - Bovenste helft: 50 mm op 48 graden
  - Onderste helft: 50 mm op 45 graden
- Voorkant van de geschutskoepel: 90 mm gebogen;
  - Kanonmantel: 40 mm gebogen
- Zijkant van de geschutskoepel: 70 mm op 20 graden
- Achterkant van de geschutskoepel: 52 mm op 10 graden
- Vloer: 20 mm
- Dak: 15-20 mm
- Voorkant
- bovenste gedeelte 143 mm op 30 graden
- onderste gedeelte 100-120 mm op 30 graden
- zijkant
- 120-210 mm op 20 graden van de voorkant